# La Tierga
La Tierga är en ort i Spanien.   Den ligger i provinsen Provincia de Zaragoza och regionen Aragonien, i den nordöstra delen av landet, 220 km nordost om huvudstaden Madrid. La Tierga ligger 601 meter över havet och antalet invånare är 215.
Terrängen runt La Tierga är huvudsakligen kuperad, men den allra närmaste omgivningen är platt. La Tierga ligger nere i en dal. Runt La Tierga är det mycket glesbefolkat, med 6 invånare per kvadratkilometer. Närmaste större samhälle är Illueca, 7,8 km söder om La Tierga. Omgivningarna runt La Tierga är i huvudsak ett öppet busklandskap.